# Doris Löve
Doris Benta Maria Löve nata Wahlén (Kristianstad, 2 gennaio 1918 – 25 febbraio 2000) è stata una botanica svedese, specializzata in sistematica e nella flora artica.

## Biografia
Doris Löve studiò Botanica presso l'Università di Lund a partire dal 1937. Conseguì il suo PhD in Botanica nel 1940.
Sposò il suo compagno di corso e collega, l'islandese Áskell Löve.
Áskell e Doris Löve intrapresero assieme numerose ricerche sui numeri di cromosomi delle piante e il loro utilizzo nella tassonomia delle piante.
In questo settore, essi fecero molte pubblicazioni.
Nel 1962, fu la promotrice di un'importante conferenza scientifica riguardante i North Atlantic Biota and their History ("i bioti dell'Atlantico Settentrionale e la loro storia"), con contributi, fra gli altri, di Eric Hultén, Tyge W. Böcher, Hugo Sjörs, John Axel Nannfeldt, Knut Fægri, Bruce C. Heezen e Marie Tharp.